# Töpfervögel

Das Verbreitungsgebiet der Töpfervögel in Mittel- und Südamerika

Die Töpfervögel (Furnariidae) sind eine artenreiche Familie in der Ordnung der Sperlingsvögel (Passeriformes). Die Familie umfasst etwa 300 Arten in fast 70 Gattungen. Das Verbreitungsgebiet erstreckt sich von Mexiko bis nach Südamerika. Töpfervögel bewohnen unterschiedliche Biotope.

## Merkmale
Töpfervögel sind kleine bis mittelgroße Vögel mit einem braunen, rostbraunen oder grauen Gefieder, das auch weiße oder schwarze Musterungen aufweisen kann. Viele Arten zeigen eine horizontale Streifung. Weibchen und Männchen unterscheiden sich nur wenig. Der Kopf ist mittelgroß, der Hals kurz bis mittellang und dick. Die Schnabelform ist variabel. Viele haben kurze, gerade oder leicht gebogene Schnäbel, andere sehr lange und stark gebogene Schnäbel. Die Flügel sind relativ kurz oder mittellang und am Ende in der Regel abgerundet. Am Schwanzende treten bei einigen Arten die Federkiele stachelig hervor.

## Lebensraum und Lebensweise
Töpfervögel leben in Mittel- und Südamerika in allen Biotopen, in denen Vögel vorkommen können. Die meisten Arten fressen Insekten und andere kleine Gliederfüßer, größere Arten erbeuten auch kleine Wirbeltiere, wie Echsen oder Frösche. Die Nahrung wird meist auf der Borke von Bäumen oder in der Laubstreu am Boden gesucht. Einige Cinclodes-Arten suchen in der Gezeitenzone wie Watvögel nach Krebs- und Weichtieren. Dendrocincla und Dendrocolaptes-Arten folgen den Zügen der Wanderameisen, um fliehende Insekten zu erbeuten. Samen und Früchte haben nur für wenige Töpfervögel eine größere Bedeutung als Nahrungsquellen, vor allem für Geositta-Arten.

## Fortpflanzung

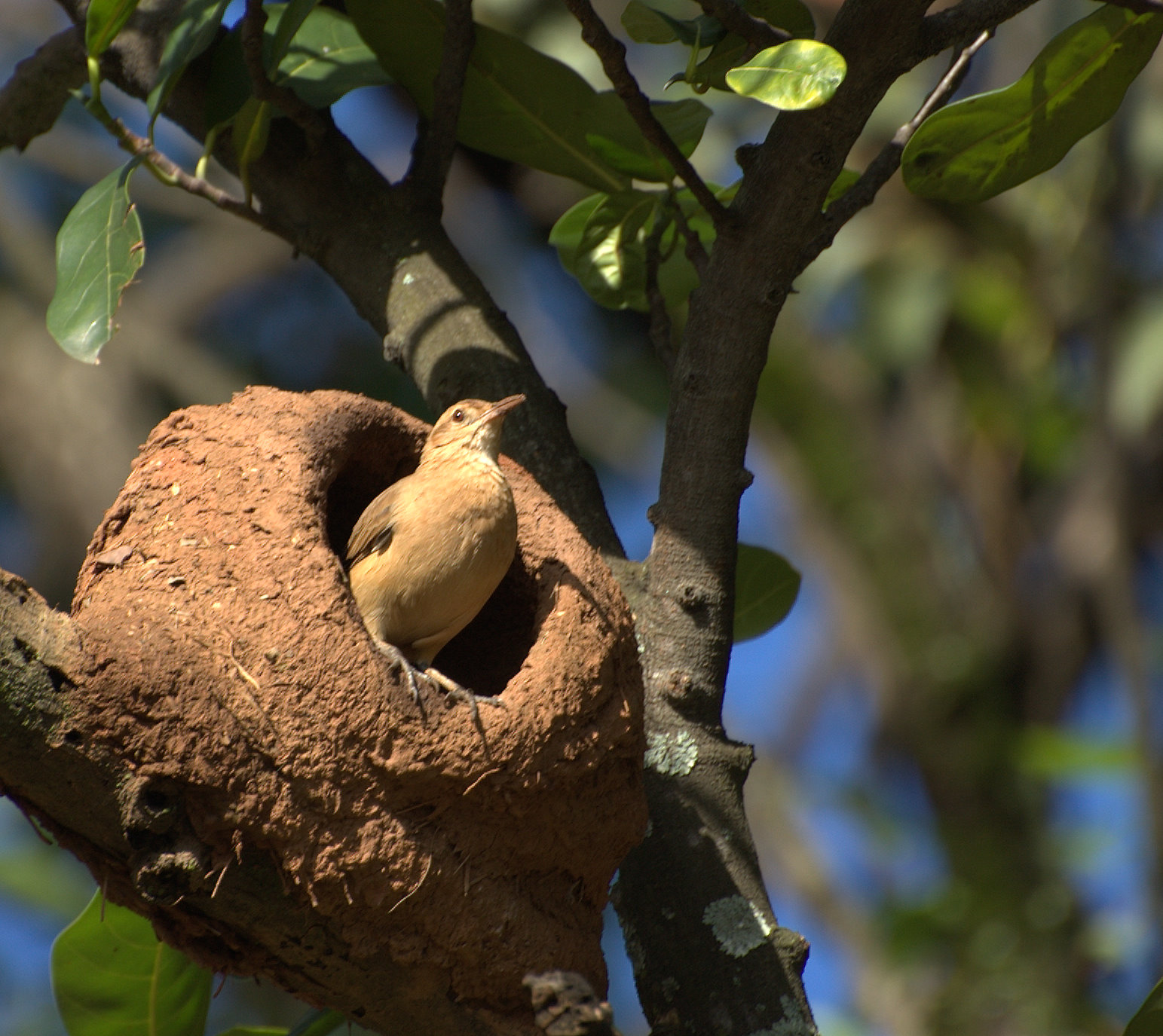
Nest eines Rosttöpfers (Furnarius rufus)

Töpfervögel sind monogam und bei den meisten Arten beteiligen sich Männchen und Weibchen am Nestbau und an der Aufzucht der Jungen. Das Gelege enthält in der Regel 2 bis 5 Eier, wobei größere Gelege vor allem bei nichttropischen Arten vorkommen. Die Jungvögel verlassen das Nest nach zwei bis drei Wochen, wobei längere Nestlingsperioden vor allem bei größer werdenden Arten vorkommen.
Von allen Vogelfamilien zeigen die Töpfervögel die größte Diversität hinsichtlich der Nestformen und des Materials, aus dem die Nester gebaut werden. Viele bauen offene oder halb geschlossene Nester aus Schlamm oder Lehm, was zum Namen für die gesamte Familie führte. Andere bauen Nester aus Zweigen. Auch diese Nester können napfförmig und offen oder kuppelförmig sein. Viele Arten nisten in Baumhöhlen oder in Erdlöchern, andere in Astgabelungen oder mitten auf größeren Ästen.

## Gattungen und Arten
Aktualisierung Stand September 2020:

### Unterfamilie Furnariinae
- Acrobatornis
  - Plantagenschlüpfer (Acrobatornis fonsecai)
- Anabacerthia
  - Weißbrillen-Blattspäher (Anabacerthia striaticollis)
  - Ockerbrillen-Blattspäher (Anabacerthia variegaticeps)
  - Olivrücken-Blattspäher (Anabacerthia ruficaudata)
  - Rahmbrauen-Blattspäher (Anabacerthia amaurotis)
  - Schuppenscheitel-Blattspäher (Anabacerthia lichtensteini)
- Anabazenops
  - Graubauch-Baumspäher (Anabazenops dorsalis)
  - Halsband-Baumspäher (Anabazenops fuscus)
- Ancistrops
  - Hackenschnabel-Blattspäher (Ancistrops strigilatus)
- Anumbius
  - Weißkehl-Bündelnister (Anumbius annumbi)

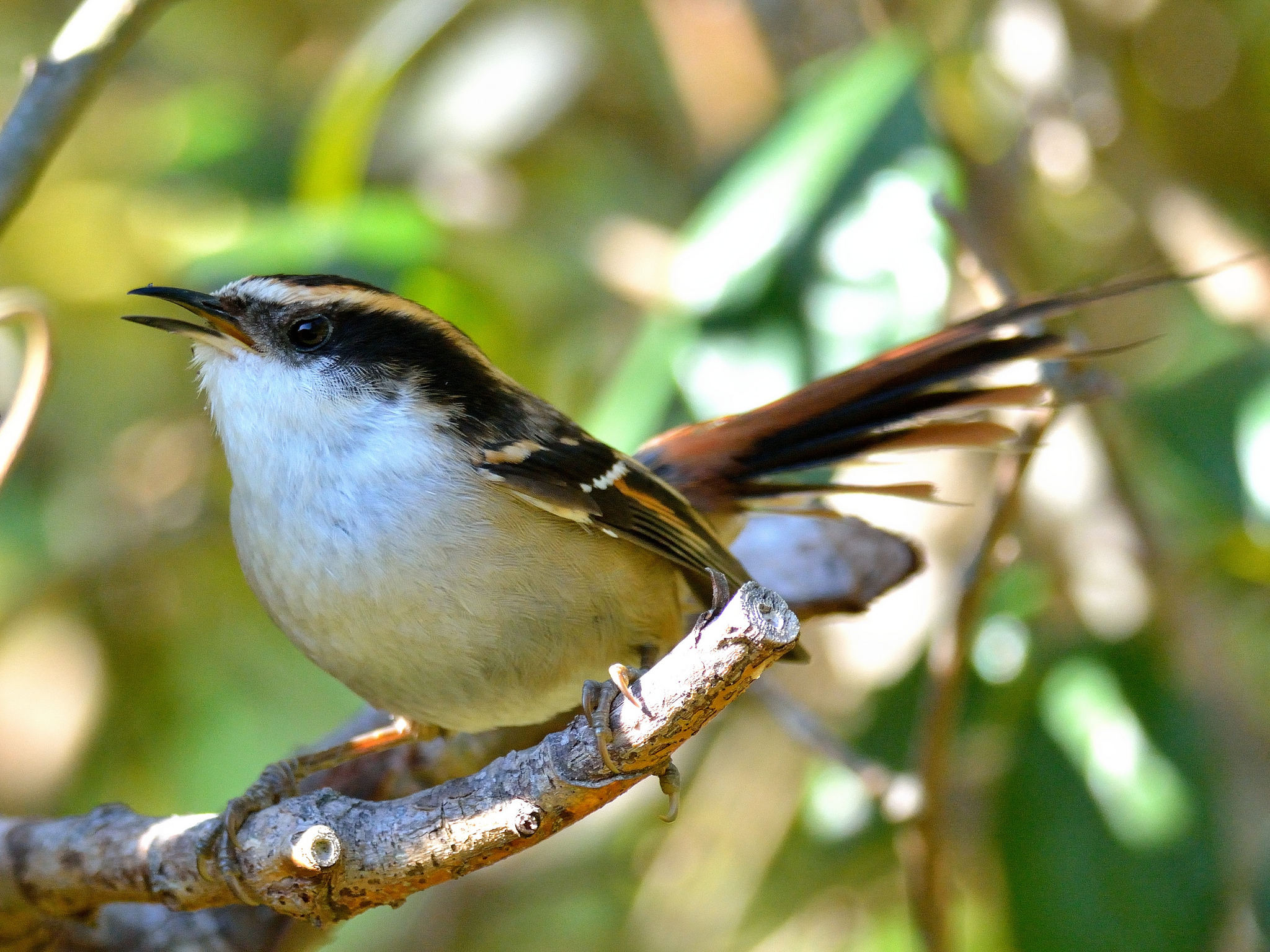
Stachelschwanzschlüpfer (Aphrastura spinicauda)

- AphrasturaStachelschwanzschlüpfer (Aphrastura spinicauda)
  - Stachelschwanzschlüpfer (Aphrastura spinicauda)[3]
  - Inselschlüpfer (Aphrastura masafuerae)[4]
  - Subantarktischer Schlüpfer (Aphrastura subantarctica)[5]
- Asthenes
  - Rostbürzelcanastero (Asthenes dorbignyi)
  - Dunkelflügelcanastero (Asthenes arequipae)
  - Grauwangencanastero (Asthenes huancavelicae)
  - Cordillera-Real-Canastero (Asthenes berlepschi)
  - Kurzschnabelcanastero (Asthenes baeri)
  - Minas-Gerais-Canastero (Asthenes luizae)
  - Ockerbrustcanastero (Asthenes hudsoni)
  - Graubrustcanastero (Asthenes anthoides)
  - Dunkelrückencanastero (Asthenes urubambens'is)
  - Weißstrichelcanastero (Asthenes flammulata)
  - Braunschwanzcanastero (Asthenes virgata)
  - Roststirncanastero (Asthenes maculicauda)
  - Strichelrückencanastero (Asthenes wyatti)
  - Rötelflügelcanastero (Asthenes sclateri)
  - Streifenkehlcanastero (Asthenes humilis)
  - Graslandcanastero (Asthenes modesta)
  - Blasscanastero (Asthenes moreirae)
  - Dünnschnabelcanastero (Asthenes pyrrholeuca)
  - Schwarzkehlcanastero (Asthenes harterti), früher Schwarzkehl-Distelschwanz (Schizoeaca harterti)
  - Punacanastero (Asthenes helleri), früher Punadistelschwanz (Schizoeaca helleri)
  - Rostkehlcanastero (Asthenes vilcabambae), früher Rostkehl-Distelschwanz (Schizoeaca vilcabambae)
  - Kastanienkehlcanastero (Asthenes ayacuchensis)
  - Rostschwanzcanastero (Asthenes pudibunda)
  - Rostgesichtcanastero (Asthenes ottonis)
  - Dornbuschcanastero (Asthenes heterura)
  - Brillencanastero (Asthenes palpebralis), früher Brillen-Distelschwanz (Schizoeaca palpebralis)
  - Ockerbrauencanastero (Asthenes coryi), früher Ockerbrauen-Distelschwanz (Schizoeaca coryi)
  - Perijacanastero, früher Perija-Distelschwanz (Asthenes perijana)
  - Graubauchcanastero (Asthenes fuliginosa), früher Weißkinn-Distelschwanz (Schizoeaca fuliginosa)
  - Olivrückencanastero (Asthenes griseomurina), früher Olivrücken-Distelschwanz (Schizoeaca griseomurina)
- Automolus
  - Rostkappen-Baumspäher (Automolus rufipileatus)
  - Orangekehl-Baumspäher (Automolus melanopezus)
  - Fahlkehl-Baumspäher (Automolus ochrolaemus)
  - Chiriquíbaumspäher (Automolus exsertus)
  - Strichelrücken-Baumspäher (Automolus subulatus)
  - Olivbauch-Baumspäher (Automolus virgatus)
  - Olivrücken-Baumspäher (Automolus infuscatus)
  - Dunkelbaumspäher (Automolus paraensis)
  - Weißkehl-Baumspäher (Automolus lammi)
  - Weißaugen-Baumspäher (Automolus leucophthalmus)
- BerlepschiaPalmsteiger (Berlepschia rikeri)
  - Palmsteiger (Berlepschia rikeri)
- Certhiaxis

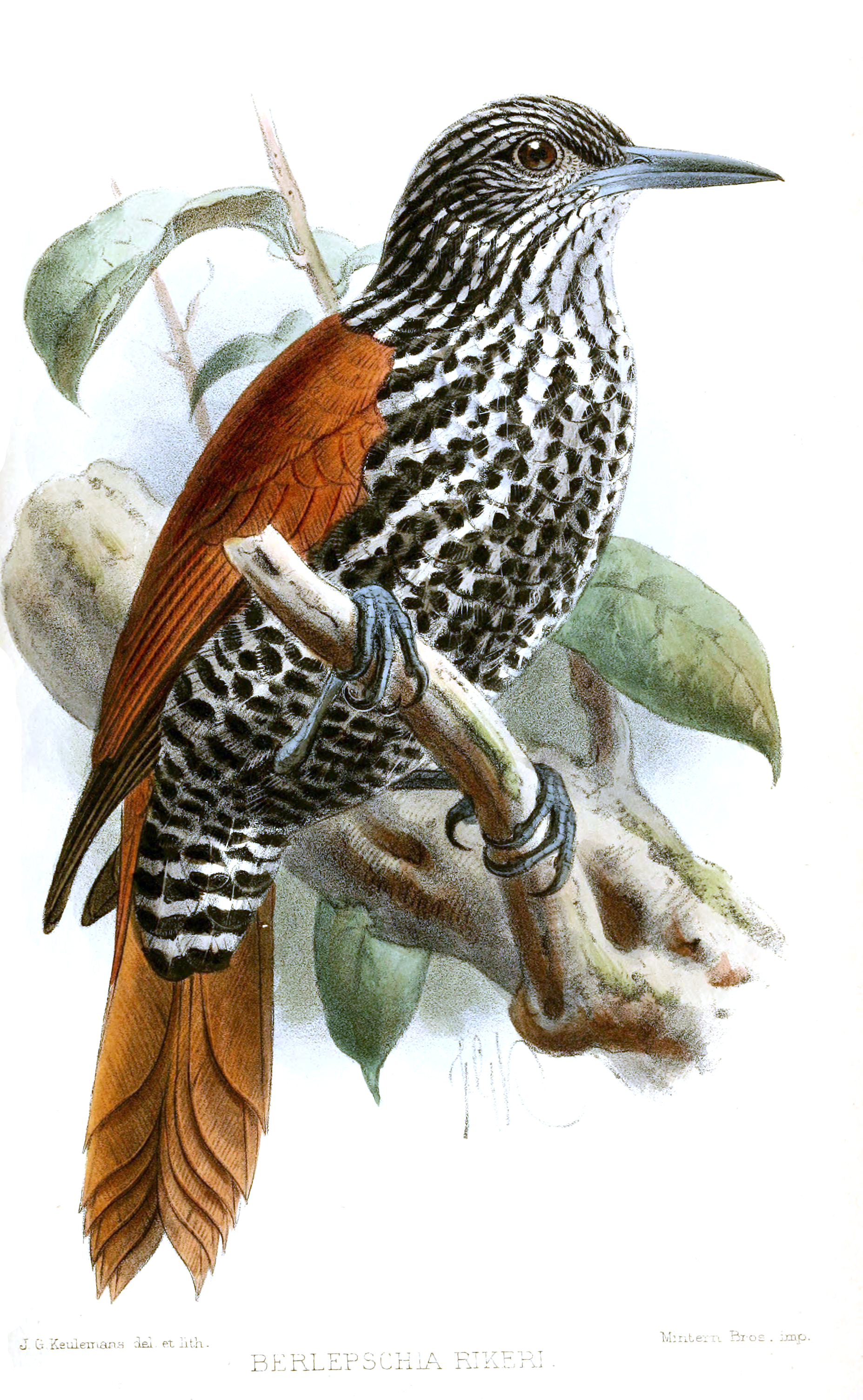
Palmsteiger (Berlepschia rikeri)

  - Gelbkinn-Riedschlüpfer (Certhiaxis cinnamomeus)
  - Weißbauch-Riedschlüpfer (Certhiaxis mustelinus)
  - Rotgesicht-Baumschlüpfer (Cranioleuca erythrops), früher Rotwangenschlüpfer (Certhiaxis erythrops)
- Chilia, jetzt in Ochetorhynchus
- Cichlocolaptes
  - Zimtschwanz-Blattspäher (Cichlocolaptes leucophrus)
  - Dunkelkopf-Blattspäher (Cichlocolaptes mazarbarnetti)
- Uferwipper (Cinclodes)Blassbauch-Uferwipper (Cinclodes albiventris)
- Clibanornis

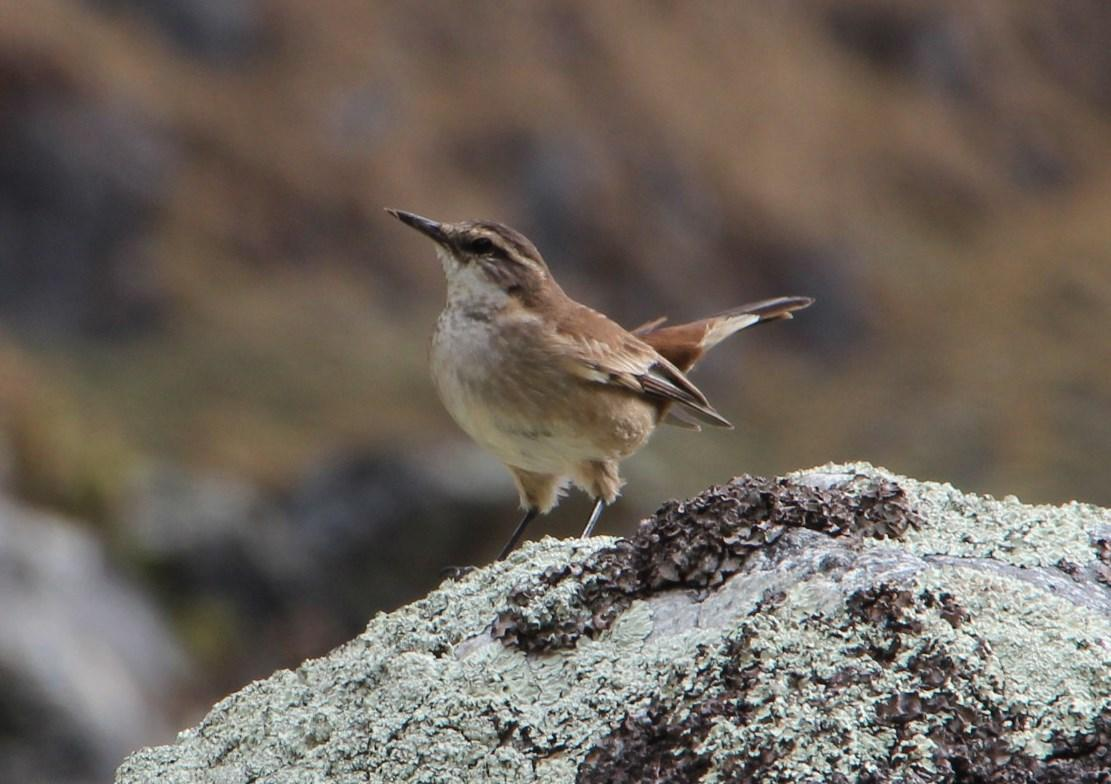
Blassbauch-Uferwipper (Cinclodes albiventris)

  - Halsflecken-Baumspäher (Clibanornis dendrocolaptoides)
  - Rötelbaumspäher (Clibanornis rectirostris), früher (Hylocryptus rectirostris)
  - Braunschulter-Baumspäher (Clibanornis erythrocephalus), früher Westlicher Rötelbaumspäher (Hylocryptus erythrocephalus)[6]
  - Zimtkehl-Baumspäher (Clibanornis rubiginosus)
  - Rostbrust-Baumspäher (Clibanornis rufipectus)
- CoryphisteraChacobuschläufer (Coryphistera alaudina)

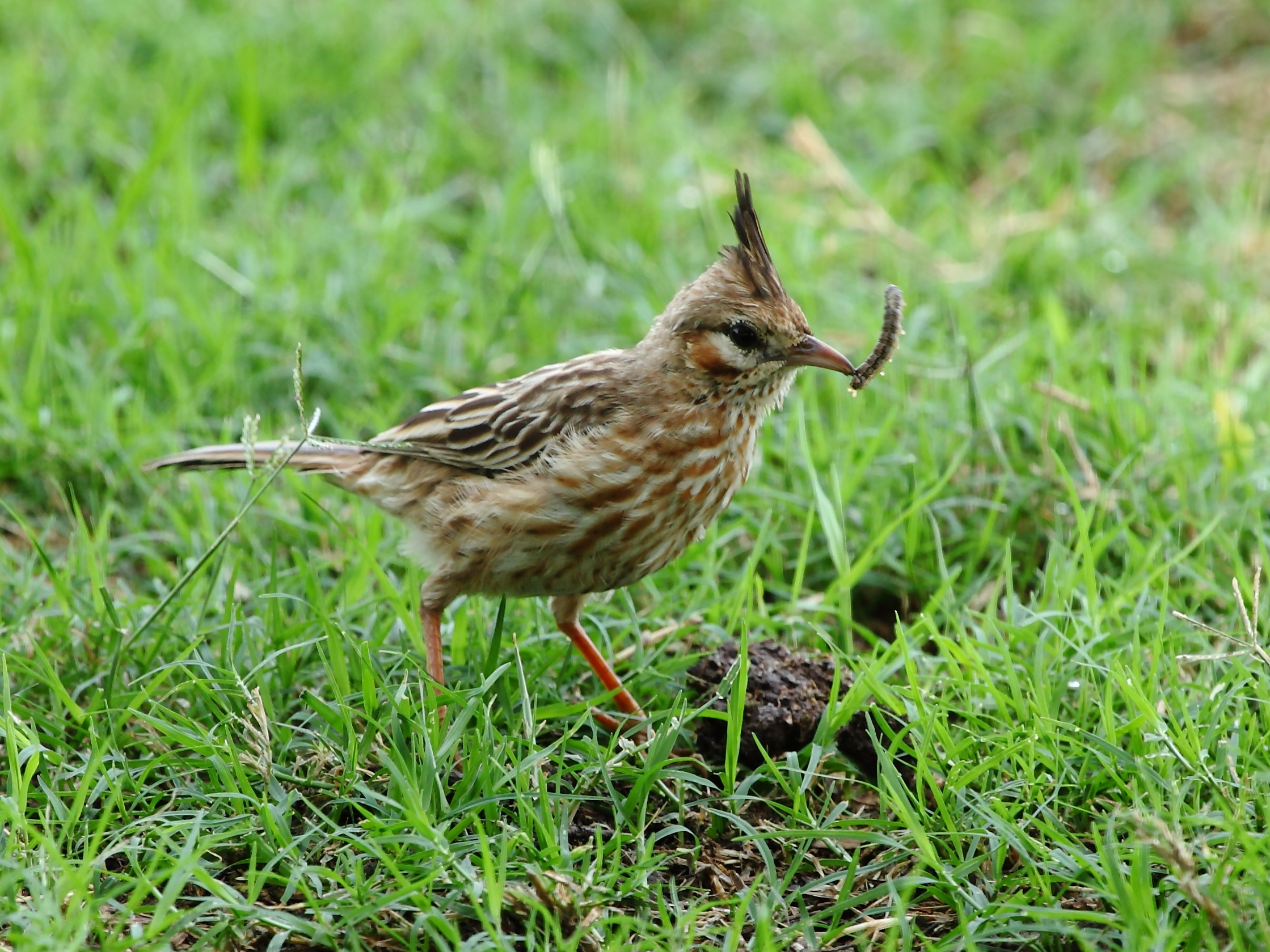
Chacobuschläufer (Coryphistera alaudina)

  - Chacobuschläufer, früher Buschläufer (Coryphistera alaudina)
- Cranioleuca
  - Marcapata-Baumschlüpfer (Cranioleuca marcapatae)
  - Hellscheitel-Baumschlüpfer (Cranioleuca albiceps)
  - Rostrücken-Baumschlüpfer (Cranioleuca vulpina)
  - Weißkinn-Baumschlüpfer (Cranioleuca dissita)
  - Flussbaumschlüpfer (Cranioleuca vulpecula)
  - Strichelscheitel-Baumschlüpfer (Cranioleuca subcristata)
  - Streifenscheitel-Baumschlüpfer (Cranioleuca pyrrhophia)
  - La-Paz-Baumschlüpfer (Cranioleuca henricae)
  - Braunoliv-Baumschlüpfer (Cranioleuca obsoleta)
  - Minas-Gerais-Baumschlüpfer (Cranioleuca pallida)
  - Graukopf-Baumschlüpfer (Cranioleuca semicinerea)
  - Fahlkappen-Baumschlüpfer (Cranioleuca albicapilla)
  - Rotgesicht-Baumschlüpfer (Cranioleuca erythrops)
  - Tepuibaumschlüpfer (Cranioleuca demissa)
  - Santa Marta-Baumschlüpfer (Cranioleuca hellmayri)
  - Graubrauen-Baumschlüpfer (Cranioleuca curtata)
  - Olivrücken-Baumschlüpfer (Cranioleuca antisiensis)
  - Fleckenbrustcanastero (Cranioleuca gutturata)
  - Schuppenbauch-Baumschlüpfer (Cranioleuca muelleri)
- Dendroma, früher in Philydor enthalten[6]
  - Kastanienflügel-Blattspäher (Dendroma erythroptera), früher (Philydor erythropterum)[6]
  - Ockerstirn-Blattspäher (Dendroma rufa), früher (Philydor rufum)[6]
- Eremobius, jetzt Ochetorhynchus
- Furnarius
  - Schwarzspitzentöpfer (Furnarius figulus)
  - Blassfußtöpfer (Furnarius leucopus)
  - Weißbauchtöpfer (Furnarius cinnamomeus)
  - Kolumbientöpfer (Furnarius longirostris)
  - Brauntöpfer (Furnarius torridus)
  - Kleintöpfer, früher Kleiner Töpfer (Furnarius minor)
  - Rosttöpfer (Furnarius rufus)
  - Haubentöpfer (Furnarius cristatus)
- Geocerthia[7]
  - Streifenerdhacker (Geocerthia serrana)
- Heliobletus
  - Ockerbrauen-Baumspäher (Heliobletus contaminatus)
- Hellmayrea
  - Kurzschwanz-Dickichtschlüpfer (Hellmayrea gularis)
- Hylocryptus, jetzt in Clibanornis
- Hyloctistes
  - Strichelrücken-Waldspäher, früher (Hyloctistes subulatus), jetzt (Automolus subulatus)[6]
- Leptasthenura
  - Braunkappen-Meisenschlüpfer (Leptasthenura fuliginiceps)
  - Haubenmeisenschlüpfer (Leptasthenura platensis)
  - Zimtspiegel-Meisenschlüpfer (Leptasthenura aegithaloides)
  - Isabellstreifen-Meisenschlüpfer (Leptasthenura striolata)
  - Rostkappen-Meisenschlüpfer (Leptasthenura pileata)
  - Graubauch-Meisenschlüpfer (Leptasthenura xenothorax)
  - Rostspiegel-Meisenschlüpfer (Leptasthenura striata)
  - Andenmeisenschlüpfer (Leptasthenura andicola)
  - Araukarienmeisenschlüpfer (Leptasthenura setaria)
- Limnoctites
  - Grauscheitel-Riedschlüpfer (Limnoctites rectirostris)
  - Flügelspiegel-Riedschlüpfer (Limnoctites sulphuriferus), früher Flügelspiegel-Baumschlüpfer (Cranioleuca sulphurifera)[6]
- Limnornis
  - Braunrücken-Riedschlüpfer (Limnornis curvirostris)
- Lochmias
  - Flussufer-Stachelschwanz (Lochmias nematura)
- Margarornis
  - Fleckenbrust-Stachelschwanz (Margarornis bellulus)
  - Rostbrust-Stachelschwanz (Margarornis rubiginosus)
  - Schmuckbrust-Stachelschwanz (Margarornis stellatus)
  - Tropfenbrust-Stachelschwanz, früher Südlicher Perlstachelschwanz (Margarornis squamiger)
- Mazaria[8]
  - Flussinsel-Dickichtschlüpfer (Mazaria propinqua)
- Megaxenops
  - Zimtbaumspäher (Megaxenops parnaguae)

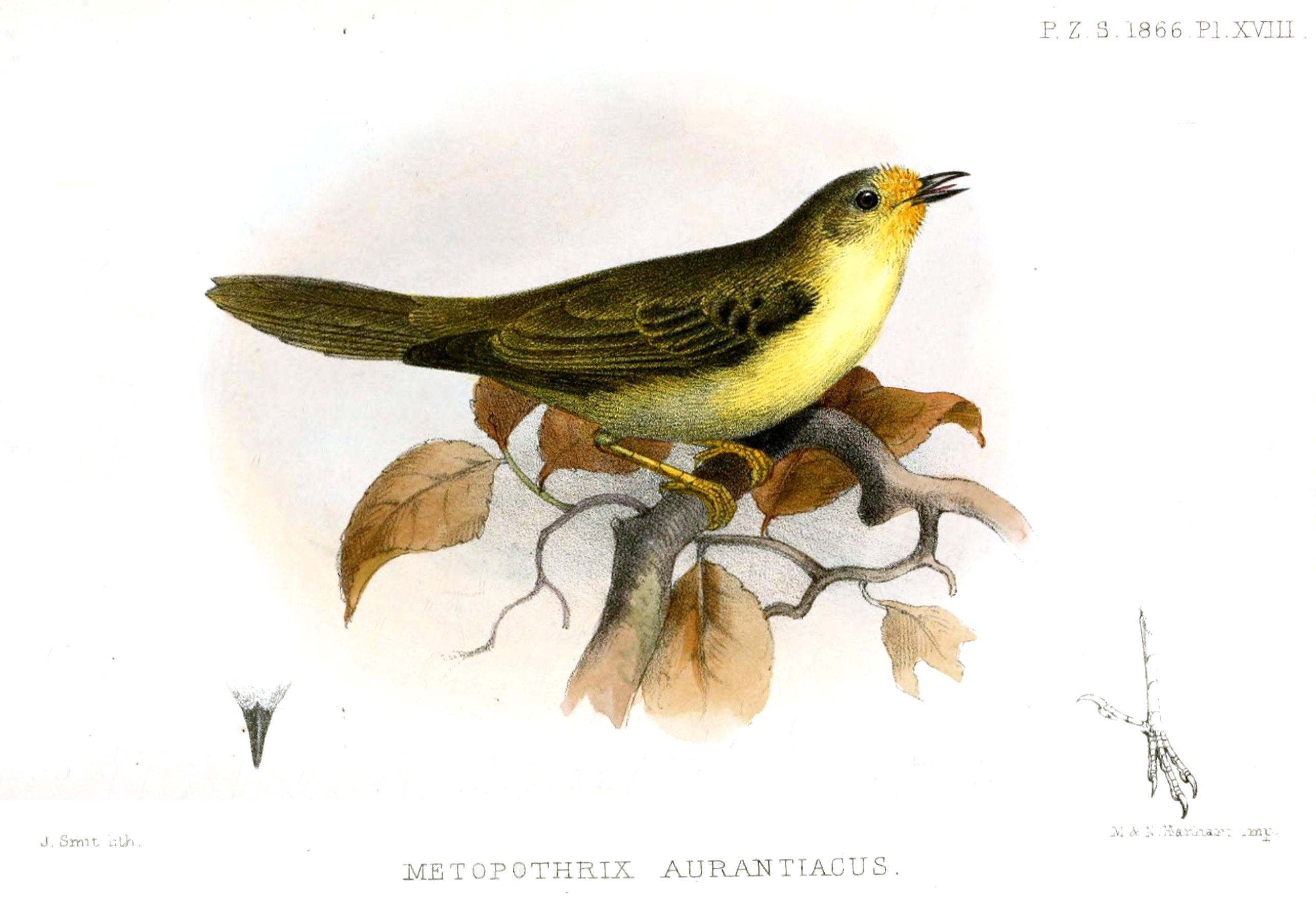
Orangestirn-Bündelnister (Metopothrix aurantiaca)

- MetopothrixOrangestirn-Bündelnister (Metopothrix aurantiaca)
  - Orangestirn-Bündelnister (Metopothrix aurantiaca)
- Microxenops
  - Rotschwanz-Baumspäher (Microxenops milleri)
- Ochetorhynchus
  - Geradschnabel-Erdhacker (Ochetorhynchus ruficaudus)
  - Rostschwanz-Erdhacker (Ochetorhynchus andaecola)
  - Schwarzschwanz-Erdhacker (Ochetorhynchus phoenicurus)
  - Rotbürzel-Erdhacker (Ochetorhynchus melanurus), früher (Chilia melanurus)[9]
- Oreophylax, jetzt in Asthenes[10]
- Phacellodomus
  - Rotstirn-Bündelnister (Phacellodomus rufifrons)
  - Blasskehl-Bündelnister (Phacellodomus inornatus)
  - Strichelstirn-Bündelnister (Phacellodomus striaticeps)
  - Zwergbündelnister (Phacellodomus sibilatrix)
  - Graunacken-Bündelnister (Phacellodomus dorsalis)
  - Sprenkelbrust-Bündelnister (Phacellodomus maculipectus)
  - Fleckenbrust-Bündelnister (Phacellodomus striaticollis)
  - Rostflügel-Bündelnister (Phacellodomus ruber)
  - Rotaugen-Bündelnister (Phacellodomus erythrophthalmus)
  - Orangebrust-Bündelnister (Phacellodomus ferrugineigula)
- Philydor
  - Schieferflügel-Blattspäher (Philydor fuscipenne)
  - Rostbürzel-Blattspäher (Philydor erythrocercum)
  - Alagoas-Blattspäher (Philydor novaesi)
  - Schwarzscheitel-Blattspäher (Philydor atricapillus)
  - Zimtbürzel-Blattspäher (Philydor pyrrhodes)
- Phleocryptes
  - Binsenschlüpfer (Phleocryptes melanops)
- Poecilurus, jetzt in Synallaxis[6]
- Premnoplex
  - Hellkehl-Stachelschwanz (Premnoplex brunnescens)
  - Weißkehl-Stachelschwanz (Premnoplex tatei)
- Premnornis
  - Rostschwingen-Blattspäher (Premnornis guttuliger)
- PseudasthenesWeißkinncanastero (Pseudasthenes steinbachi)

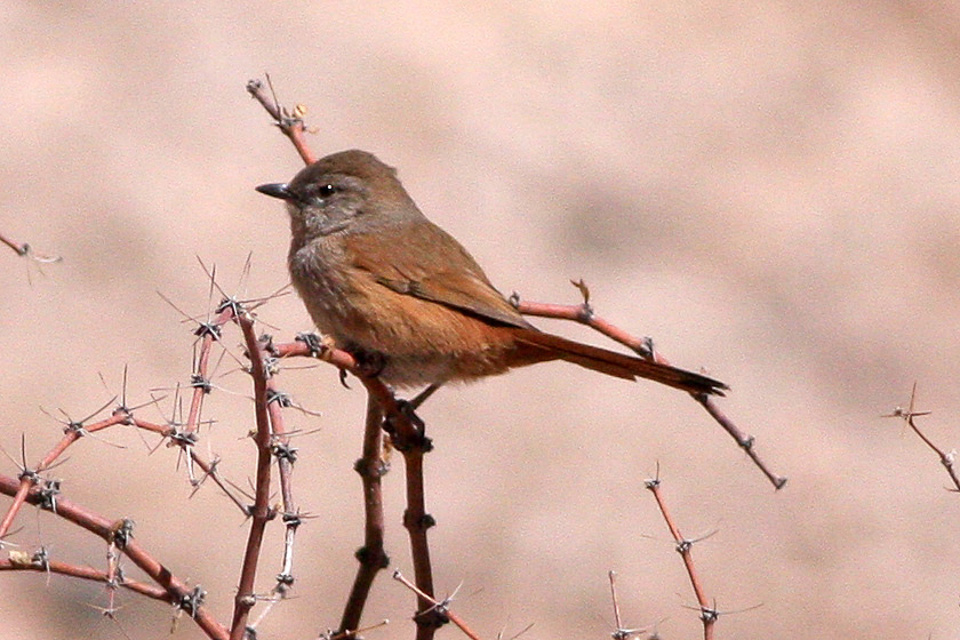
Weißkinncanastero (Pseudasthenes steinbachi)

  - Rostschultercanastero (Pseudasthenes humicola)
  - Fleckenkehlcanastero (Pseudasthenes patagonica)
  - Weißkinncanastero (Pseudasthenes steinbachi)
  - Kaktuscanastero (Pseudasthenes cactorum)
- PseudocolaptesWeißwangen-Astspäher (Pseudocolaptes boissonneautii)

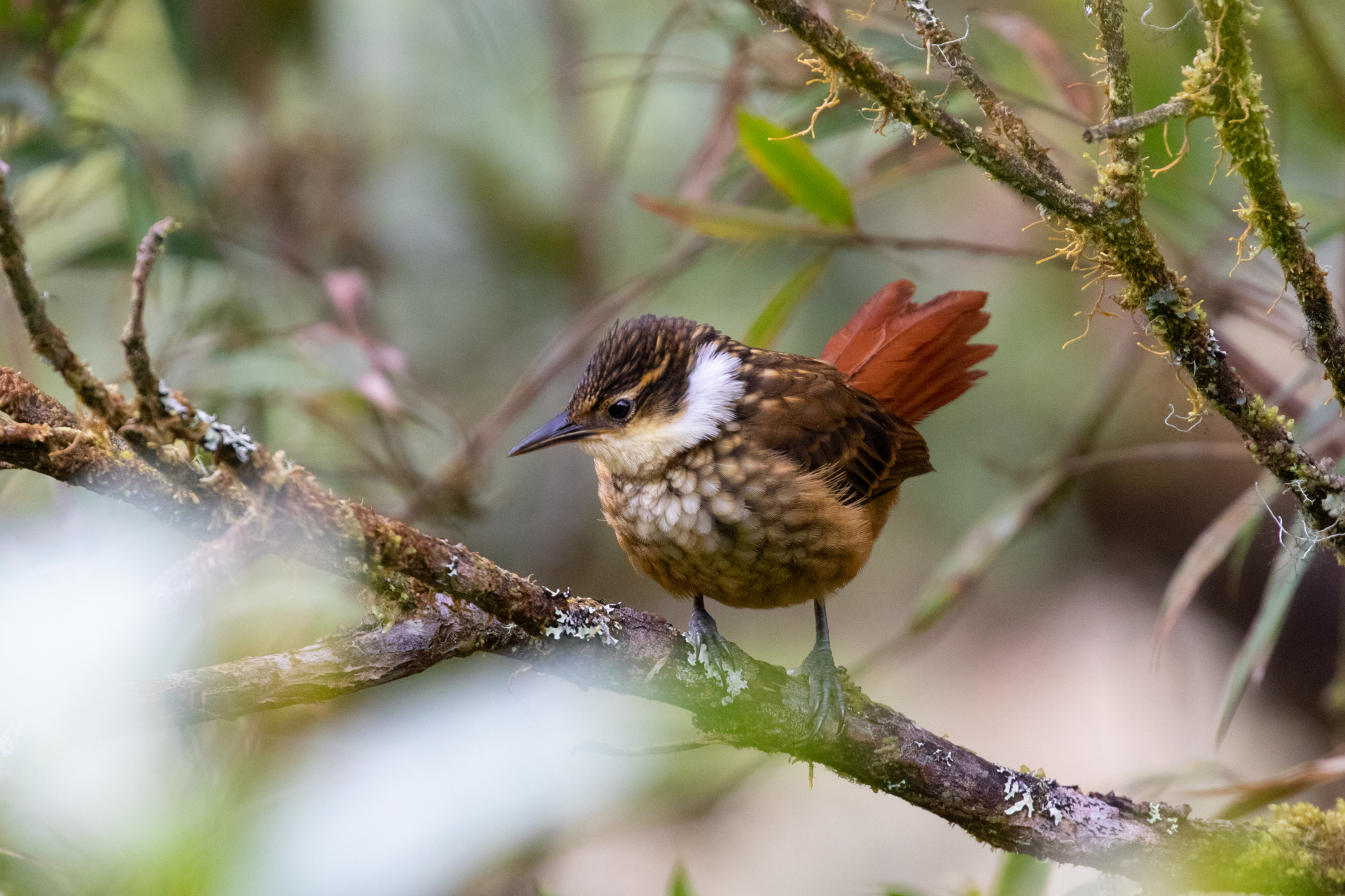
Weißwangen-Astspäher (Pseudocolaptes boissonneautii)

  - Fahlwangen-Astspäher, früher Panamaschopfohr (Pseudocolaptes lawrencii)
  - Tropfenbrust-Astspäher, früher Pazifikschopfohr (Pseudocolaptes johnsoni)
  - Weißwangen-Astspäher, früher Andenschopfohr (Pseudocolaptes boissonneautii)
- Pseudoseisura
  - Zimthaubenläufer (Pseudoseisura cristata)
  - Grauschopf-Haubenläufer (Pseudoseisura unirufa)
  - Braunhaubenläufer (Pseudoseisura lophotes)
  - Weißkehl-Haubenläufer (Pseudoseisura gutturalis)
- Pygarrhichas
  - Kleiberbaumspäher (Pygarrhichas albogularis)
- Roraimia
  - Tepuistachelschwanz (Roraimia adusta)
- Schizoeaca, jetzt in Asthenes[10]
- Schoeniophylax
  - Weißwangen-Dickichtschlüpfer (Schoeniophylax phryganophilus)
- Simoxenops, jetzt in Syndactyla
- Siptornis
  - Brillenschlüpfer (Siptornis striaticollis)
- Spartonoica
  - Strichelrücken-Dickichtschlüpfer (Spartonoica maluroides)
- Sylviorthorhynchus[6][11]
  - Fadenschwanzschlüpfer, früher Sechsfedernschlüpfer (Sylviorthorhynchus desmurii)
  - Roststirn-Meisenschlüpfer (Sylviorthorhynchus yanacensis), früher (Leptasthenura yanacensis)
- Synallaxis
  - Weißbrauen-Dickichtschlüpfer (Synallaxis scutata)
  - Graubauch-Dickichtschlüpfer (Synallaxis cinerascens)
  - Braunkappen-Dickichtschlüpfer (Synallaxis gujanensis)
  - Weißzügel-Dickichtschlüpfer (Synallaxis albilora)
  - Marañón-Dickichtschlüpfer (Synallaxis maranonica)
  - Weißbrust-Dickichtschlüpfer (Synallaxis hypochondriaca), früher in Siptornopsis[6][12]
  - Strichelbrust-Dickichtschlüpfer (Synallaxis stictothorax)
  - Rostbauch-Dickichtschlüpfer (Synallaxis zimmeri)
  - Graurücken-Dickichtschlüpfer (Synallaxis brachyura)
  - Grauschwanz-Dickichtschlüpfer (Synallaxis subpudica)
  - Rotschulter-Dickichtschlüpfer (Synallaxis hellmayri), früher in Gyalophylax[6][12]
  - Rotkappen-Dickichtschlüpfer (Synallaxis ruficapilla)
  - Bahiadickichtschlüpfer (Synallaxis cinerea)
  - Dunkelbauch-Dickichtschlüpfer (Synallaxis infuscata)
  - Dunkeldickichtschlüpfer (Synallaxis moesta)
  - Olivrücken-Dickichtschlüpfer (Synallaxis macconnelli)
  - Rostscheitel-Dickichtschlüpfer (Synallaxis cabanisi)
  - Graubrust-Dickichtschlüpfer (Synallaxis hypospodia)
  - Spixdickichtschlüpfer (Synallaxis spixi)
  - Dunkelbrust-Dickichtschlüpfer (Synallaxis albigularis)
  - Orinokodickichtschlüpfer (Synallaxis beverlyae)
  - Weißbauch-Dickichtschlüpfer (Synallaxis albescens)
  - Graustirn-Dickichtschlüpfer (Synallaxis frontalis)
  - Azaradickichtschlüpfer (Synallaxis azarae)
  - Langschwanz-Dickichtschlüpfer (Synallaxis courseni)
  - Weißbart-Dickichtschlüpfer (Synallaxis candei)
  - Rotbrust-Dickichtschlüpfer (Synallaxis erythrothorax)
  - Grauwangen-Dickichtschlüpfer (Synallaxis kollari)
  - Schwarzgesicht-Dickichtschlüpfer (Synallaxis tithys)
  - Rotkopf-Dickichtschlüpfer (Synallaxis fuscorufa)
  - Rostdickichtschlüpfer (Synallaxis unirufa)
  - Schwarzkehl-Dickichtschlüpfer (Synallaxis castanea)
  - Streifenbrust-Dickichtschlüpfer, früher Zimtschlüpfer (Synallaxis cinnamomea)
  - Röteldickichtschlüpfer (Synallaxis rutilans)
  - Orangekehl-Dickichtschlüpfer (Synallaxis cherriei)
- Syndactyla
  - Ockerbrauen-Blattspäher (Syndactyla rufosuperciliata)
  - Rötelblattspäher (Syndactyla dimidiata), früher Ockerbrauner Blattspäher (Philydor dimidiatus)[13]
  - Tepuibaumspäher (Syndactyla roraimae), früher (Automolus roraimae)[14]
  - Streifenblattspäher (Syndactyla subalaris)
  - Rosthals-Blattspäher (Syndactyla ruficollis)
  - Zimtbrauen-Blattspäher (Syndactyla guttulata)
  - Starkschnabel-Blattspäher (Syndactyla ucayalae), früher (Simoxenops ucayalae)'[15][6]
  - Ockerstrichel-Blattspäher (Syndactyla striata)
- Tarphonomus
  - Blassbauch-Erdhacker (Tarphonomus harterti)
  - Roststirn-Erdhacker (Tarphonomus certhioides)
- Thripophaga
  - Strichelbauchcanastero (Thripophaga macroura)
  - Strichelkehlcanastero (Thripophaga cherriei)
  - Orinokocanastero (Thripophaga amacurensis)
  - Rostflügelcanastero (Thripophaga fusciceps)
  - Graustirncanastero (Thripophaga berlepschi)
- Thripadectes
  - Einfarbbaumspäher (Thripadectes ignobilis)
  - Streifenbaumspäher (Thripadectes flammulatus)
  - Braunrücken-Baumspäher (Thripadectes scrutator)
  - Ockerkehl-Baumspäher (Thripadectes rufobrunneus)
  - Schuppenkehl-Baumspäher (Thripadectes melanorhynchus)
  - Strichelbaumspäher (Thripadectes holostictus)
  - Ockerkinn-Baumspäher (Thripadectes virgaticeps)
- Upucerthia
  - Schuppenkehl-Erdhacker (Upucerthia dumetaria)
  - Dunkelrücken-Erdhacker (Upucerthia saturatior)
  - Weißkehl-Erdhacker (Upucerthia albigula)
  - Langschnabel-Erdhacker (Upucerthia validirostris)
- Xenerpestes
  - Flügelbindenschlüpfer (Xenerpestes minlosi)
  - Roststirnschlüpfer (Xenerpestes singularis)
- Xenops
  - Streifenschwanz-Baumspäher (Xenops tenuirostris)
  - Braunbauch-Baumspäher, früher Sparrmansteigschnabel (Xenops minutus)
  - Strichelscheitel-Baumspäher (Xenops rutilans)

### Unterfamilie Sclerurinae
- GeosittaPatagonienerdhacker (Geositta cunicularia)

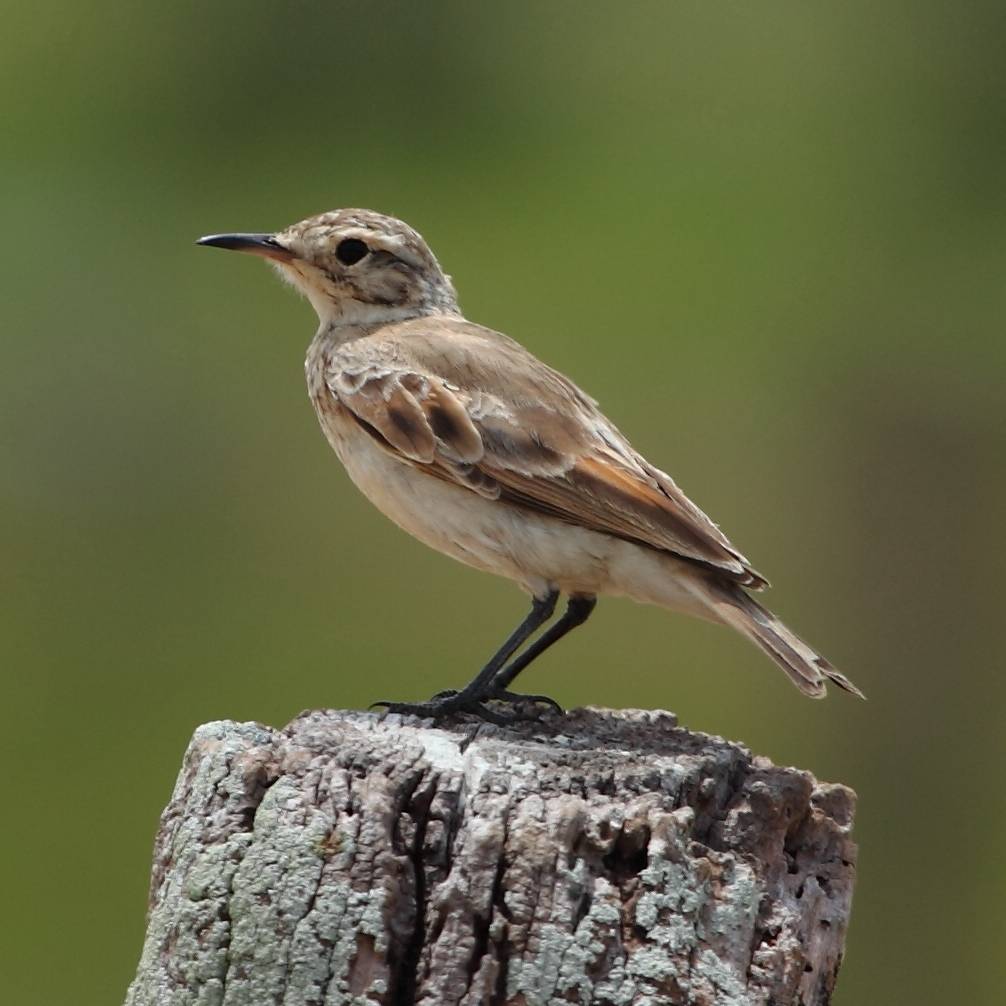
Patagonienerdhacker (Geositta cunicularia)

  - Küstenerdhacker (Geositta peruviana)
  - Dünnschnabel-Erdhacker (Geositta tenuirostris)
  - Patagonienerdhacker (Geositta cunicularia)
  - Altiplano-Erdhacker (Geositta punensis)
  - Camposerdhacker (Geositta poeciloptera), früher (Geobates poecilopterus)[16]
  - Dickschnabel-Erdhacker (Geositta crassirostris)
  - Rotschwanz-Erdhacker (Geositta rufipennis)
  - Grauerdhacker (Geositta maritima)
  - Feuerland-Erdhacker (Geositta antarctica)
  - Zimthals-Erdhacker (Geositta saxicolina)
  - Hellbürzel-Erdhacker (Geositta isabellina)
- SclerurusSchuppenkehl-Laubwender (Sclerurus scansor)

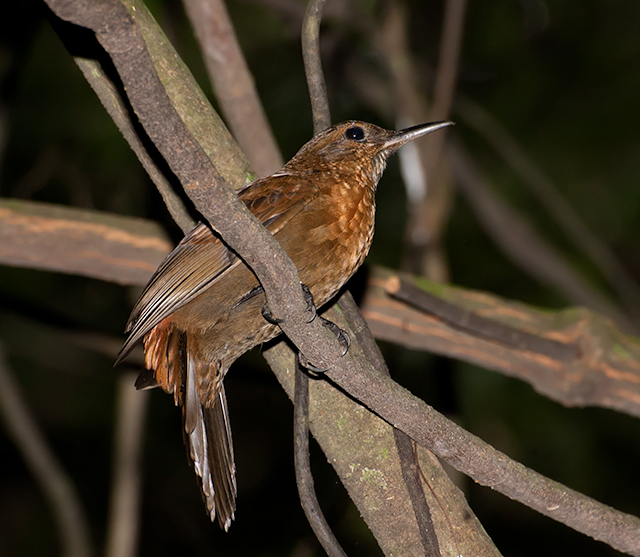
Schuppenkehl-Laubwender (Sclerurus scansor)

  - Rostkehl-Laubwender (Sclerurus mexicanus)
  - Braunkehl-Laubwender (Sclerurus obscurior)
  - Kurzschnabel-Laubwender, früher Zimtkehl-Laubwender (Sclerurus rufigularis)
  - Fleckenbrust-Laubwender (Sclerurus guatemalensis)
  - Weisskehl-Laubwender (Sclerurus caudacutus)
  - Graukehl-Laubwender (Sclerurus albigularis)
  - Schuppenkehl-Laubwender (Sclerurus scansor)

### Unterfamilie Dendrocolaptinae (Baumsteiger)
- Campylorhamphus
  - Rotrücken-Sensenschnabel (Campylorhamphus trochilirostris)
  - Dunkelkappen-Sensenschnabel (Campylorhamphus falcularius)
  - Dunkelsensenschnabel (Campylorhamphus procurvoides)
  - Braunsensenschnabel (Campylorhamphus pusillus)
- Certhiasomus[17]
  - Kehlflecken-Baumsteiger (Certhiasomus stictolaemus)
- Deconychura
  - Langschwanz-Baumsteiger (Deconychura longicauda)

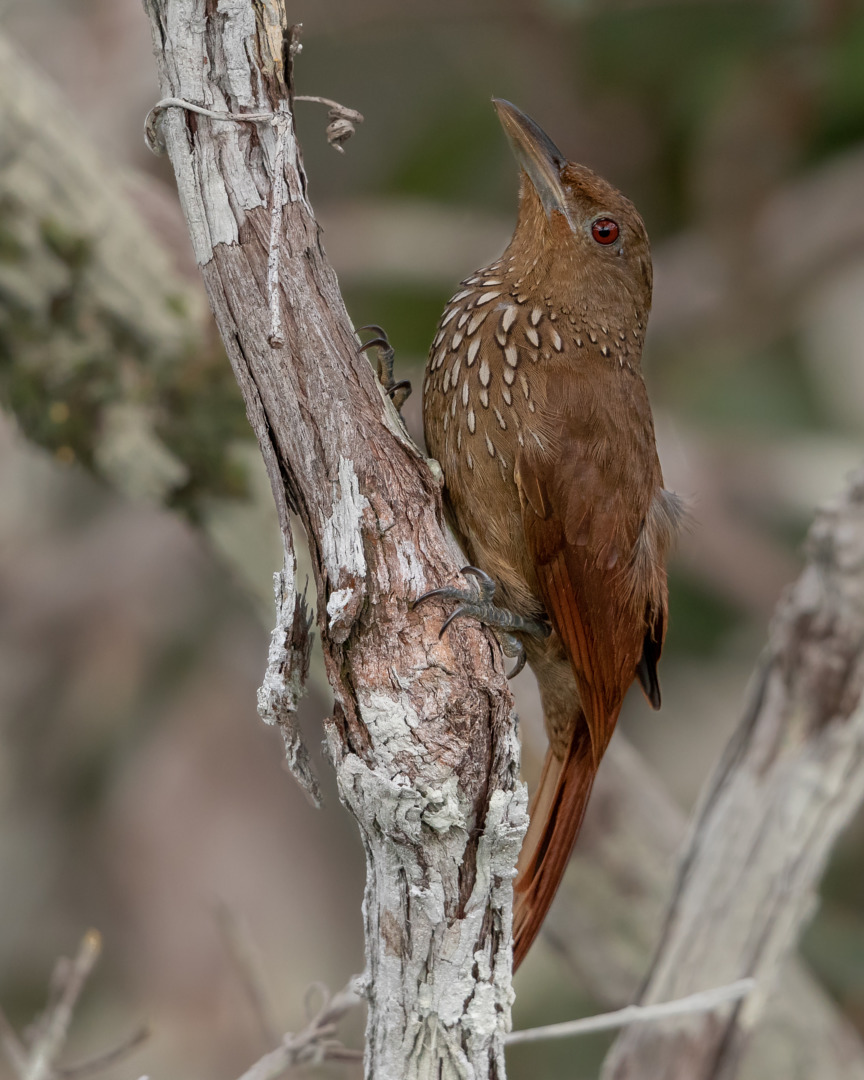
Perlhals-Baumsteiger (Dendrexetastes rufigula)

- DendrexetastesPerlhals-Baumsteiger (Dendrexetastes rufigula)
  - Perlhals-Baumsteiger (Dendrexetastes rufigula)
- Dendrocincla
  - Tyrannenbaumsteiger (Dendrocincla tyrannina)
  - Weißkinn-Baumsteiger (Dendrocincla merula)
  - Rostkappen-Baumsteiger (Dendrocincla homochroa)
  - Hellschwingen-Baumsteiger (Dendrocincla anabatina)
  - Grauwangen-Baumsteiger (Dendrocincla fuliginosa)
  - Einfarb-Baumsteiger (Dendrocincla turdina)
- Dendrocolaptes
  - Mexiko-Bindenbaumsteiger (Dendrocolaptes sanctithomae)
  - Amazonien-Bindenbaumsteiger (Dendrocolaptes certhia)
  - Dunkelschnabel-Baumsteiger (Dendrocolaptes picumnus)
  - Parábaumsteiger (Dendrocolaptes hoffmannsi)
  - Planaltobaumsteiger (Dendrocolaptes platyrostris)
- Dendroplex
  - Spechtschnabel-Baumsteiger (Dendroplex picus)
  - Amazonasbaumsteiger (Dendroplex kienerii)
- Drymornis
  - Degenschnabel-Baumsteiger (Drymornis bridgesii)
- Drymotoxeres
  - Wangenstreif-Sensenschnabel (Drymotoxeres pucheranii)

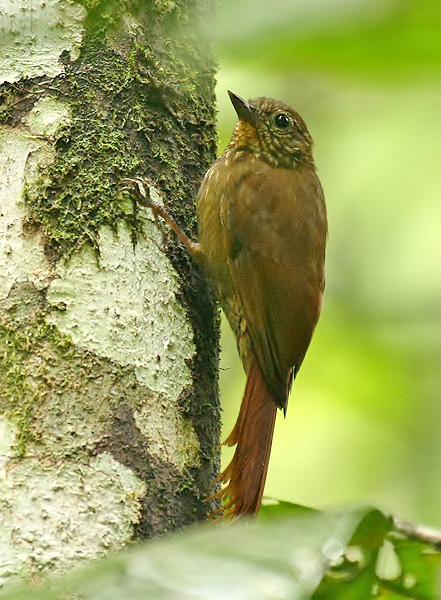
Keilschnabel-Baumsteiger (Glyphorynchus spirurus)

- GlyphorynchusKeilschnabel-Baumsteiger (Glyphorynchus spirurus)
  - Keilschnabel-Baumsteiger (Glyphorynchus spirurus)
- Hylexetastes
  - Wellenbauch-Baumsteiger (Hylexetastes stresemanni)
  - Weißbart-Baumsteiger (Hylexetastes perrotii)
  - Braunkehl-Baumsteiger (Hylexetastes uniformis)
  - Silvabaumsteiger (Hylexetastes brigidai)
- Lepidocolaptes
  - Weißstreifen-Baumsteiger (Lepidocolaptes leucogaster)
  - Lanzettstrichel-Baumsteiger (Lepidocolaptes souleyetii)
  - Hellbauch-Baumsteiger (Lepidocolaptes angustirostris)
  - Perlkappen-Baumsteiger (Lepidocolaptes affinis)
  - Bergwald-Baumsteiger (Lepidocolaptes lacrymiger)
  - Fleckenbauch-Baumsteiger (Lepidocolaptes squamatus)
  - Dunkelkappen-Baumsteiger (Lepidocolaptes falcinellus)
  - Kastanienscheitel-Baumsteiger (Lepidocolaptes albolineatus)
  - Dunkelwangen-Baumsteiger (Lepidocolaptes duidae)
  - Inambaribaumsteiger (Lepidocolaptes fatimalimae)
  - Rondoniabaumsteiger (Lepidocolaptes fuscicapillus)
  - Maranhaobaumsteiger (Lepidocolaptes layardi)

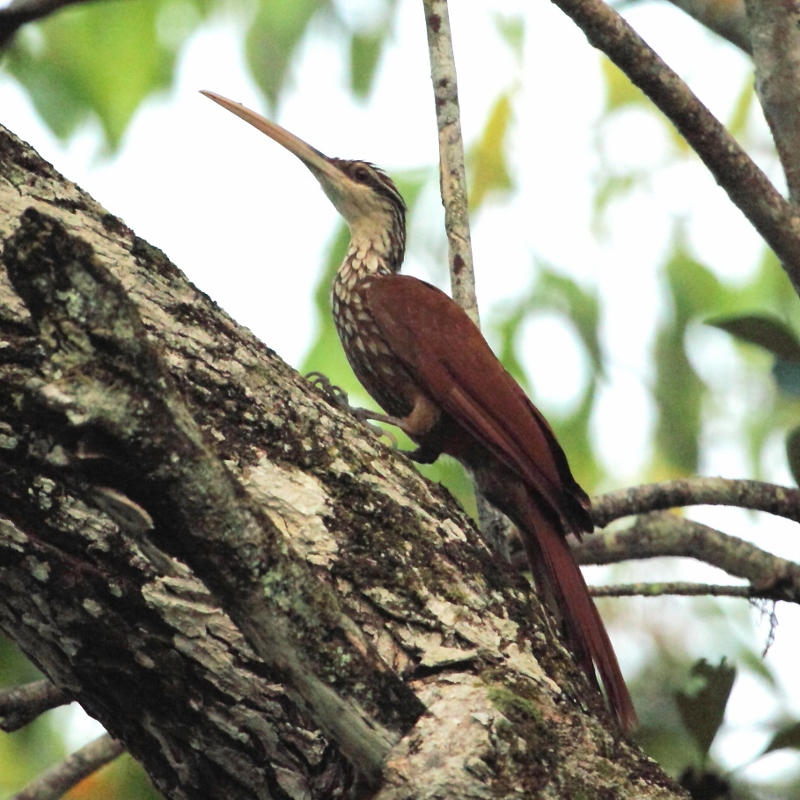
Langschnabel-Baumsteiger (Nasica longirostris)

- NasicaLangschnabel-Baumsteiger (Nasica longirostris)
  - Langschnabel-Baumsteiger (Nasica longirostris)
- Sittasomus
  - Dünnschnabel-Baumsteiger (Sittasomus griseicapillus)
- Xiphocolaptes
  - Starkschnabel-Baumsteiger (Xiphocolaptes promeropirhynchus)
  - Bartbaumsteiger (Xiphocolaptes falcirostris)
  - Weißkehl-Baumsteiger (Xiphocolaptes albicollis)
  - Rötelbaumsteiger (Xiphocolaptes major)
- Xiphorhynchus
  - Streifenbaumsteiger (Xiphorhynchus obsoletus)
  - Zwergbaumsteiger (Xiphorhynchus fuscus)
  - Ockerkehl-Baumsteiger (Xiphorhynchus atlanticus)
  - Kastanienbürzel-Baumsteiger (Xiphorhynchus pardalotus)
  - Augenflecken-Baumsteiger (Xiphorhynchus ocellatus)
  - Bartstreif-Baumsteiger (Xiphorhynchus chunchotambo)
  - Schmuckbaumsteiger (Xiphorhynchus elegans)
  - Spixbaumsteiger (Xiphorhynchus spixii)
  - Fahlkehl-Baumsteiger (Xiphorhynchus guttatus)
  - Kakaobaumsteiger (Xiphorhynchus susurrans)
  - Strichelbaumsteiger (Xiphorhynchus flavigaster)
  - Schwarzrücken-Baumsteiger (Xiphorhynchus lachrymosus)
  - Tropfenbaumsteiger (Xiphorhynchus erythropygius)
  - Olivrücken-Baumsteiger (Xiphorhynchus triangularis)